# Johannes von Brandis

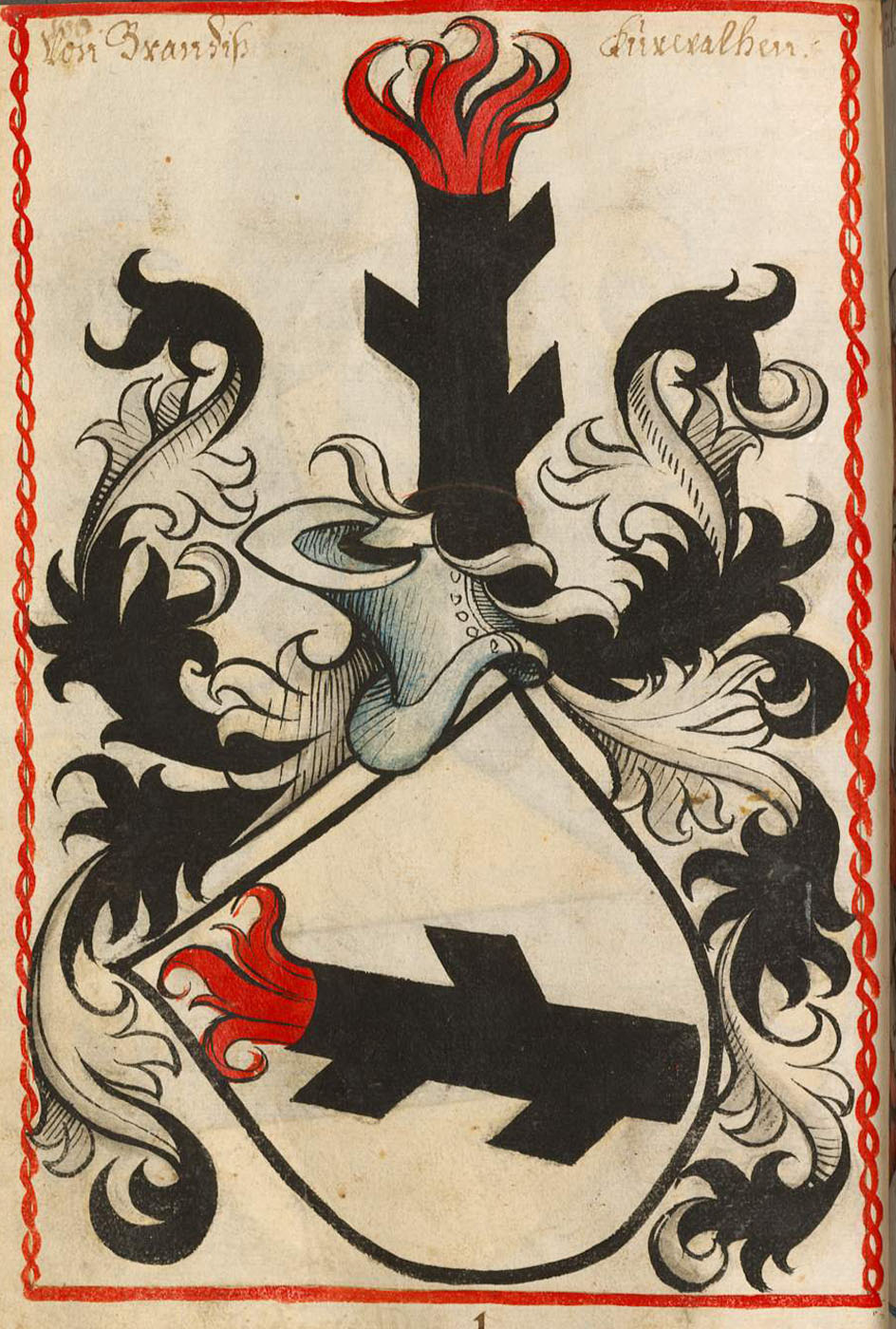
Wappen der Herren von Brandis aus dem Scheiblerschen Wappenbuch 1450–1480

Johannes von Brandis (* 8. Juni 1456; † 10. Oktober 1512 in Strassburg) war ein Schweizer Geistlicher und ein Vertreter der Freiherren von Brandis. Historische Bedeutung erlangte er durch die Verkäufe der Brandischen Territorien Maienfeld an die Bündner (1509) und der Grafschaft Vaduz und der Herrschaft Schellenberg an die Grafen von Sulz im Jahre 1507. Mit seinem Tod starben die Freiherren von Brandis aus.

## Leben
Johannes von Brandis war ein Sohn von Ulrich von Brandis und seiner Frau Praxedis von Helfenstein und Enkel des Wolfhart V. von Brandis. Er hatte einen Onkel Ortlieb von Brandis, der ebenfalls führende Positionen in der katholischen Kirche innehatte. Er hatte eine Schwester Verena von Brandis, die in die Familie der Grafen von Sulz einheiratete und zwar Alwig VIII. von Sulz. Zwei weitere Brüder hatten weltliche Positionen inne. Folgende Etappen seines Lebens sind belegt: Um 1468 Kanoniker in Strassburg, 1476 studierte er in Bologna. 1480 Kanoniker von Chur. Am 2. Dezember 1483 ernannte ihn der Papst Sixtus IV. zum Churer Dompropst. Nachdem sein Onkel sich weltlichen Geschäften des Hauses Brandis widmen musste, vertrat er ihn von 1486 bis 1488 als Fürstbischof von Chur. Die Herren von Brandis waren zu dieser Zeit Inhaber der Vogtei Chur, mussten diese aber 1489 an die aufstrebende Stadt Chur verkaufen. Der Gotteshausbund versuchte die Kirche aus dem weltlichen Leben zu verdrängen und erhob alleinigen Herrschaftsanspruch. 1488 wurde Johannes von Brandis zum Dekan des Domkapitels Strassburg gewählt.
Die Herrschaften der Herren von Brandis Vaduz und Schellenberg wurden von seinem Bruder Ludwig von Brandis verwaltet, die Herrschaften Maienfeld und Blumenegg von einem weiteren Bruder Sigmund II. von Brandis. Nach deren Tod sollte er deren Herrschaften im Oberrheintal übernehmen. Er entschloss sich aber, die Güter an seinen Verwandten Rudolf V. von Sulz zu verkaufen. Die Herrschaften hatten eine schwierige Zeit hinter sich. 1499 waren sie im Rahmen des Schwabenkrieges von Eidgenössischen und Bündner Truppen verwüstet worden. Im Rahmen des Öffnungsvertrages waren Rechte an die Habsburger abgegeben worden. Mit seinem Tod 1512 starben die Freiherren von Brandis in männlicher Linie aus. Die Macht über die Gebiete des heutigen Liechtenstein war an die Grafen von Sulz gegangen, ein süddeutsches Adelsgeschlecht aus Rottweil. Der Kaufpreis betrug 12.000 Gulden und die Übernahme aller Schulden.